# Collegio elettorale di Vimercate (Senato della Repubblica)
Il collegio di Vimercate fu un collegio elettorale uninominale della Repubblica Italiana appartenente alla Circoscrizione Lombardia; fu utilizzato per eleggere un senatore della Repubblica dalla I alla XI legislatura.

## Storia
Il collegio venne creato nel 1948 secondo la legge n. 29 del 6 febbraio 1948 la quale, pur basandosi sull'impianto proporzionale in vigore per la Camera, rispetto a quest'ultima conteneva alcuni piccoli correttivi in senso maggioritario. Tale legge ebbe il suo definitivo perfezionamento col Testo Unico n. 361 del 1957. Differentemente dalla Camera, la legge elettorale del Senato si articolava su base regionale, seguendo il dettato costituzionale (art.57). Ogni Regione era suddivisa in tanti collegi uninominali quanti erano i seggi ad essa assegnati. All'interno di ciascun collegio, veniva eletto il candidato che avesse raggiunto il quorum del 65% delle preferenze: tale soglia, oggettivamente di difficilissimo conseguimento, tradiva l'impianto proporzionale su cui era concepito anche il sistema elettorale della Camera Alta. Qualora, come normalmente avveniva, nessun candidato avesse conseguito l'elezione, i voti di tutti i candidati venivano raggruppati in liste di partito a livello regionale, dove i seggi venivano allocati utilizzando il metodo D'Hondt delle maggiori medie statistiche e quindi, all'interno di ciascuna lista, venivano dichiarati eletti i candidati con le migliori percentuali di preferenza.
Il collegio di Vimercate venne abrogato nel 1993, con la cosiddetta Legge Mattarella (Legge n. 276, Norme per l'elezione del Senato della Repubblica), attuata in seguito al referendum abrogativo del 1993. Con la legge Mattarella venne istituito per la Camera dei deputati e per il Senato della Repubblica un sistema di elezione misto, in parte maggioritario e in parte proporzionale. Il 75% dei parlamentari dell'assemblea veniva eletto in collegi uninominali tramite sistema maggioritario a turno unico; il restante 25% al Senato veniva eletto tramite recupero proporzionale dei più votati non eletti attraverso un meccanismo di calcolo denominato "scorporo", cioè sottraendo dal conteggio dei voti totali di una lista nella parte proporzionale i voti ottenuti dai candidati collegati alla medesima lista che erano eletti nei collegi uninominali con il sistema maggioritario.

### Territorio
Il collegio di Vimercate era uno dei 31 collegi uninominali in cui era suddivisa la Lombardia; era interamente compreso nella provincia di Milano e comprendeva i seguenti comuni: Agrate Brianza, Aicurzio, Arcore, Basiano, Bellinzago Lombardo, Bellusco, Bernareggio, Besana in Brianza, Briosco, Burago di Molgora, Busnago, Bussero, Cambiago, Camparada, Caponago, Carate Brianza, Carnate, Carugate, Cassano d'Adda, Cassina de' Pecchi, Cavenago di Brianza, Cernusco sul Naviglio, Cologno Monzese, Correzzana, Concorezzo, Gessate, Giussano, Gorgonzola, Grezzago, Inzago, Lesmo, Liscate, Masate, Melzo, Mezzago, Ornago, Pantigliate, Pessano, Pioltello, Pozzo d'Adda, Pozzuolo Martesana, Renate, Veduggio, Roncello, Ronco, Settala, Sulbiate, Trezzano Rosa, Trezzo sull'Adda, Triuggio, Usmate Velate, Vaprio d'Adda, Verano Brianza, Vignate, Vimercate e Vimodrone.

## Dati elettorali

### I legislatura
|                                                                                | Cesare Merzagora ✔️ Eletto | Democrazia Cristiana                             | 71 294  | 60,18 |  |  |  |  |  |
|                                                                                | Giuseppe Pianezza          | Fronte Democratico Popolare                      | 39 594  | 33,42 |  |  |  |  |  |
|                                                                                | Ettore Reina               | Unità Socialista - Partito Repubblicano Italiano | 6 115   | 5,16  |  |  |  |  |  |
|                                                                                | Emilio Pozzi               | Blocco Nazionale                                 | 1 459   | 1,23  |  |  |  |  |  |
| Totale                                                                         | Totale                     | Totale                                           | 118 462 | 100   |  |  |  |  |  |
|                                                                                |                            |                                                  |         |       |  |  |  |  |  |
| Voti non validi                                                                | Voti non validi            | Voti non validi                                  | 5 545   | 4,47  |  |  |  |  |  |
| Votanti                                                                        | Votanti                    | Votanti                                          | 124 007 | 97,08 |  |  |  |  |  |
| Elettori                                                                       | Elettori                   | Elettori                                         | 127 740 |       |  |  |  |  |  |
|                                                                                |                            |                                                  |         |       |  |  |  |  |  |
| Nota: quorum del 65% non raggiunto; ripartizione dei seggi a livello regionale |                            |                                                  |         |       |  |  |  |  |  |
| Data: 18 aprile 1948                                                           |                            |                                                  |         |       |  |  |  |  |  |
| Fonte: Ministero dell'interno                                                  |                            |                                                  |         |       |  |  |  |  |  |

### II legislatura
|                                                                                | Cesare Merzagora ✔️ Eletto | Democrazia Cristiana                    | 73 116  | 56,23 |  |  |  |  |  |
|                                                                                | Giuseppe Roda ✔️ Eletto    | Partito Socialista Italiano             | 24 899  | 19,15 |  |  |  |  |  |
|                                                                                | Ettore Abramo Flamenghi    | Partito Comunista Italiano              | 21 104  | 16,23 |  |  |  |  |  |
|                                                                                | Ivan Matteo Lombardo       | Partito Socialista Democratico Italiano | 3 727   | 2,87  |  |  |  |  |  |
|                                                                                | Romano Zanoni              | Partito Nazionale Monarchico            | 2 418   | 1,86  |  |  |  |  |  |
|                                                                                | Luigi Angelo Guelfi        | Movimento Sociale Italiano              | 2 254   | 1,73  |  |  |  |  |  |
|                                                                                | Valentino Angelo Boschi    | Partito Liberale Italiano               | 1 199   | 0,92  |  |  |  |  |  |
|                                                                                | Pietro Caleffi             | Unità Popolare                          | 751     | 0,58  |  |  |  |  |  |
|                                                                                | Paolo Valenti              | Alleanza Democratica Nazionale          | 557     | 0,43  |  |  |  |  |  |
| Totale                                                                         | Totale                     | Totale                                  | 130 025 | 100   |  |  |  |  |  |
|                                                                                |                            |                                         |         |       |  |  |  |  |  |
| Voti non validi                                                                | Voti non validi            | Voti non validi                         | 5 773   | 4,25  |  |  |  |  |  |
| Votanti                                                                        | Votanti                    | Votanti                                 | 135 798 | 98,23 |  |  |  |  |  |
| Elettori                                                                       | Elettori                   | Elettori                                | 138 248 |       |  |  |  |  |  |
|                                                                                |                            |                                         |         |       |  |  |  |  |  |
| Nota: quorum del 65% non raggiunto; ripartizione dei seggi a livello regionale |                            |                                         |         |       |  |  |  |  |  |
| Data: 7 giugno 1953                                                            |                            |                                         |         |       |  |  |  |  |  |
| Fonte: Ministero dell'interno                                                  |                            |                                         |         |       |  |  |  |  |  |

### III legislatura
|                                                                                | Cesare Merzagora ✔️ Eletto | Democrazia Cristiana                    | 79 952  | 54,76 |  |  |  |  |  |
|                                                                                | Giambattista Stucchi       | Partito Socialista Italiano             | 28 001  | 19,18 |  |  |  |  |  |
|                                                                                | Stefano Canzio             | Partito Comunista Italiano              | 25 460  | 17,44 |  |  |  |  |  |
|                                                                                | Vincenzo Palumbo           | Partito Socialista Democratico Italiano | 5 534   | 3,79  |  |  |  |  |  |
|                                                                                | Emilio Zincone             | Partito Liberale Italiano               | 2 653   | 1,82  |  |  |  |  |  |
|                                                                                | Angelo Berenzi             | Movimento Sociale Italiano              | 2 201   | 1,51  |  |  |  |  |  |
|                                                                                | Nicolina Verga             | Partito Monarchico Popolare             | 1 530   | 1,05  |  |  |  |  |  |
|                                                                                | Vittorio Enzo Alfieri      | PRI - PR                                | 424     | 0,29  |  |  |  |  |  |
|                                                                                | Massimo Della Pergola      | Movimento Comunità                      | 250     | 0,17  |  |  |  |  |  |
| Totale                                                                         | Totale                     | Totale                                  | 146 005 | 100   |  |  |  |  |  |
|                                                                                |                            |                                         |         |       |  |  |  |  |  |
| Voti non validi                                                                | Voti non validi            | Voti non validi                         | 5 911   | 3,89  |  |  |  |  |  |
| Votanti                                                                        | Votanti                    | Votanti                                 | 151 916 | 97,88 |  |  |  |  |  |
| Elettori                                                                       | Elettori                   | Elettori                                | 155 202 |       |  |  |  |  |  |
|                                                                                |                            |                                         |         |       |  |  |  |  |  |
| Nota: quorum del 65% non raggiunto; ripartizione dei seggi a livello regionale |                            |                                         |         |       |  |  |  |  |  |
| Data: 25 maggio 1958                                                           |                            |                                         |         |       |  |  |  |  |  |
| Fonte: Ministero dell'interno                                                  |                            |                                         |         |       |  |  |  |  |  |

### IV legislatura
|                                                                                | Guido Corbellini ✔️ Eletto | Democrazia Cristiana                    | 85 722  | 50,05 |  |  |  |  |  |
|                                                                                | Davide Lajolo              | Partito Comunista Italiano              | 35 710  | 20,85 |  |  |  |  |  |
|                                                                                | L. Nale                    | Partito Socialista Italiano             | 32 309  | 18,86 |  |  |  |  |  |
|                                                                                | N. Gilera                  | Partito Liberale Italiano               | 7 017   | 4,10  |  |  |  |  |  |
|                                                                                | B. Paltrinieri             | Partito Socialista Democratico Italiano | 6 503   | 3,80  |  |  |  |  |  |
|                                                                                | A. Berenzi                 | Movimento Sociale Italiano              | 3 433   | 2,00  |  |  |  |  |  |
|                                                                                | G. Boeri                   | Partito Repubblicano Italiano           | 574     | 0,34  |  |  |  |  |  |
| Totale                                                                         | Totale                     | Totale                                  | 171 268 | 100   |  |  |  |  |  |
|                                                                                |                            |                                         |         |       |  |  |  |  |  |
| Voti non validi                                                                | Voti non validi            | Voti non validi                         | 6 986   | 3,92  |  |  |  |  |  |
| Votanti                                                                        | Votanti                    | Votanti                                 | 178 254 | 98,07 |  |  |  |  |  |
| Elettori                                                                       | Elettori                   | Elettori                                | 181 761 |       |  |  |  |  |  |
|                                                                                |                            |                                         |         |       |  |  |  |  |  |
| Nota: quorum del 65% non raggiunto; ripartizione dei seggi a livello regionale |                            |                                         |         |       |  |  |  |  |  |
| Data: 28 aprile 1963                                                           |                            |                                         |         |       |  |  |  |  |  |
| Fonte: Ministero dell'interno                                                  |                            |                                         |         |       |  |  |  |  |  |

### V legislatura
|                                                                                | Giovanni Marcora ✔️ Eletto | Democrazia Cristiana          | 97 299  | 48,69 |  |  |  |  |  |
|                                                                                | Gianfranco Maris ✔️ Eletto | PCI - PSIUP                   | 54 141  | 27,09 |  |  |  |  |  |
|                                                                                | E. Gennari Parigi          | PSI-PSDI Unificati            | 33 275  | 16,65 |  |  |  |  |  |
|                                                                                | P. Mauri                   | Partito Liberale Italiano     | 9 180   | 4,59  |  |  |  |  |  |
|                                                                                | E. Salvadeo                | Movimento Sociale Italiano    | 4 395   | 2,20  |  |  |  |  |  |
|                                                                                | F. Leone                   | Partito Repubblicano Italiano | 1 540   | 0,77  |  |  |  |  |  |
| Totale                                                                         | Totale                     | Totale                        | 199 830 | 100   |  |  |  |  |  |
|                                                                                |                            |                               |         |       |  |  |  |  |  |
| Voti non validi                                                                | Voti non validi            | Voti non validi               | 9 907   | 4,72  |  |  |  |  |  |
| Votanti                                                                        | Votanti                    | Votanti                       | 209 737 | 97,92 |  |  |  |  |  |
| Elettori                                                                       | Elettori                   | Elettori                      | 214 190 |       |  |  |  |  |  |
|                                                                                |                            |                               |         |       |  |  |  |  |  |
| Nota: quorum del 65% non raggiunto; ripartizione dei seggi a livello regionale |                            |                               |         |       |  |  |  |  |  |
| Data: 19 maggio 1968                                                           |                            |                               |         |       |  |  |  |  |  |
| Fonte: Ministero dell'interno                                                  |                            |                               |         |       |  |  |  |  |  |

### VI legislatura
|                                                                                | Giovanni Marcora ✔️ Eletto | Democrazia Cristiana                    | 100 723 | 45,82 |  |  |  |  |  |
|                                                                                | Guido Venegoni ✔️ Eletto   | PCI - PSIUP                             | 56 725  | 25,80 |  |  |  |  |  |
|                                                                                | Pietro Caleffi             | Partito Socialista Italiano             | 31 809  | 14,47 |  |  |  |  |  |
|                                                                                | G. Magri                   | Partito Socialista Democratico Italiano | 9 342   | 4,25  |  |  |  |  |  |
|                                                                                | G. Bossi                   | Partito Liberale Italiano               | 7 553   | 3,44  |  |  |  |  |  |
|                                                                                | Francesco Petronio         | Movimento Sociale Italiano              | 7 003   | 3,19  |  |  |  |  |  |
|                                                                                | R. Pozzi                   | Partito Repubblicano Italiano           | 3 797   | 1,73  |  |  |  |  |  |
|                                                                                | F. Rossetti                | Partito Comunista (Marxista-Leninista)  | 2 887   | 1,31  |  |  |  |  |  |
| Totale                                                                         | Totale                     | Totale                                  | 219 839 | 100   |  |  |  |  |  |
|                                                                                |                            |                                         |         |       |  |  |  |  |  |
| Voti non validi                                                                | Voti non validi            | Voti non validi                         | 8 379   | 3,67  |  |  |  |  |  |
| Votanti                                                                        | Votanti                    | Votanti                                 | 228 218 | 97,84 |  |  |  |  |  |
| Elettori                                                                       | Elettori                   | Elettori                                | 233 248 |       |  |  |  |  |  |
|                                                                                |                            |                                         |         |       |  |  |  |  |  |
| Nota: quorum del 65% non raggiunto; ripartizione dei seggi a livello regionale |                            |                                         |         |       |  |  |  |  |  |
| Data: 7 maggio 1972                                                            |                            |                                         |         |       |  |  |  |  |  |
| Fonte: Ministero dell'interno                                                  |                            |                                         |         |       |  |  |  |  |  |

### VII legislatura
|                                                                                | Giovanni Marcora ✔️ Eletto    | Democrazia Cristiana                    | 103 528 | 43,60 |  |  |  |  |  |
|                                                                                | Angelo Romano ✔️ Eletto       | Partito Comunista Italiano              | 79 693  | 33,56 |  |  |  |  |  |
|                                                                                | Michele Giannotta             | Partito Socialista Italiano             | 31 149  | 13,12 |  |  |  |  |  |
|                                                                                | Elio Antonio Lavore           | Partito Socialista Democratico Italiano | 6 532   | 2,75  |  |  |  |  |  |
|                                                                                | Massimo Alfredo Della Pergola | Partito Repubblicano Italiano           | 5 394   | 2,27  |  |  |  |  |  |
|                                                                                | Massimo Gorla                 | Democrazia Proletaria                   | 4 149   | 1,75  |  |  |  |  |  |
|                                                                                | Giampiero Bossi               | Partito Liberale Italiano               | 2 854   | 1,20  |  |  |  |  |  |
|                                                                                | Umberto Franco Bonetti        | Movimento Sociale Italiano              | 2 545   | 1,07  |  |  |  |  |  |
|                                                                                | Maria Isa Di Domizio          | Partito Radicale                        | 1 598   | 0,67  |  |  |  |  |  |
| Totale                                                                         | Totale                        | Totale                                  | 237 442 | 100   |  |  |  |  |  |
|                                                                                |                               |                                         |         |       |  |  |  |  |  |
| Voti non validi                                                                | Voti non validi               | Voti non validi                         | 9 596   | 3,88  |  |  |  |  |  |
| Votanti                                                                        | Votanti                       | Votanti                                 | 247 038 | 97,25 |  |  |  |  |  |
| Elettori                                                                       | Elettori                      | Elettori                                | 254 032 |       |  |  |  |  |  |
|                                                                                |                               |                                         |         |       |  |  |  |  |  |
| Nota: quorum del 65% non raggiunto; ripartizione dei seggi a livello regionale |                               |                                         |         |       |  |  |  |  |  |
| Data: 20 giugno 1976                                                           |                               |                                         |         |       |  |  |  |  |  |
| Fonte: Ministero dell'interno                                                  |                               |                                         |         |       |  |  |  |  |  |

### VIII legislatura
|                                                                                | Giovanni Marcora ✔️ Eletto | Democrazia Cristiana                         | 105 341 | 42,23 |  |  |  |  |  |
|                                                                                | Angelo Romano ✔️ Eletto    | Partito Comunista Italiano                   | 79 400  | 31,83 |  |  |  |  |  |
|                                                                                | Carlo Polli                | Partito Socialista Italiano                  | 31 440  | 12,60 |  |  |  |  |  |
|                                                                                | P. Colombo                 | Partito Socialista Democratico Italiano      | 9 361   | 3,75  |  |  |  |  |  |
|                                                                                | Maria Isa Di Domizio       | Partito Radicale                             | 5 948   | 2,38  |  |  |  |  |  |
|                                                                                | Antonio Alberto Vegeto     | Partito Repubblicano Italiano                | 5 366   | 2,15  |  |  |  |  |  |
|                                                                                | Franco Servello            | Movimento Sociale Italiano                   | 5 310   | 2,13  |  |  |  |  |  |
|                                                                                | C. Guglielmetti            | Partito Liberale Italiano                    | 3 963   | 1,59  |  |  |  |  |  |
|                                                                                | Guido Pollice              | Nuova Sinistra Unita                         | 2 527   | 1,01  |  |  |  |  |  |
|                                                                                | G. Lamedica                | Costituente di Destra - Democrazia Nazionale | 804     | 0,32  |  |  |  |  |  |
| Totale                                                                         | Totale                     | Totale                                       | 249 460 | 100   |  |  |  |  |  |
|                                                                                |                            |                                              |         |       |  |  |  |  |  |
| Voti non validi                                                                | Voti non validi            | Voti non validi                              | 10 257  | 3,95  |  |  |  |  |  |
| Votanti                                                                        | Votanti                    | Votanti                                      | 259 717 | 96,54 |  |  |  |  |  |
| Elettori                                                                       | Elettori                   | Elettori                                     | 269 037 |       |  |  |  |  |  |
|                                                                                |                            |                                              |         |       |  |  |  |  |  |
| Nota: quorum del 65% non raggiunto; ripartizione dei seggi a livello regionale |                            |                                              |         |       |  |  |  |  |  |
| Data: 3 giugno 1979                                                            |                            |                                              |         |       |  |  |  |  |  |
| Fonte: Ministero dell'interno                                                  |                            |                                              |         |       |  |  |  |  |  |

### IX legislatura
|                                                                                | Luigi Granelli ✔️ Eletto  | Democrazia Cristiana                    | 91 433  | 35,35 |  |  |  |  |  |
|                                                                                | Marina Rossanda ✔️ Eletta | Partito Comunista Italiano              | 80 068  | 30,96 |  |  |  |  |  |
|                                                                                | Gennaro Acquaviva         | Partito Socialista Italiano             | 33 587  | 12,99 |  |  |  |  |  |
|                                                                                | Antonio Alberto Vegeto    | Partito Repubblicano Italiano           | 14 340  | 5,54  |  |  |  |  |  |
|                                                                                | Ignazio Ferraro           | Partito Socialista Democratico Italiano | 9 150   | 3,54  |  |  |  |  |  |
|                                                                                | Francesco Servello        | Movimento Sociale Italiano              | 8 439   | 3,26  |  |  |  |  |  |
|                                                                                | Egidio Sterpa             | Partito Liberale Italiano               | 7 067   | 2,73  |  |  |  |  |  |
|                                                                                | Vittorio Bellavite        | Democrazia Proletaria                   | 5 916   | 2,29  |  |  |  |  |  |
|                                                                                | Mario Signorino           | Partito Radicale                        | 5 009   | 1,94  |  |  |  |  |  |
|                                                                                | Felice Dell'Aquila        | Partito Nazionale Pensionati            | 2 799   | 1,08  |  |  |  |  |  |
|                                                                                | Pierina Ceruti            | Partito Cristiano Azione Sociale        | 531     | 0,21  |  |  |  |  |  |
|                                                                                | Domenico Gentile          | Lista per Trieste                       | 304     | 0,12  |  |  |  |  |  |
| Totale                                                                         | Totale                    | Totale                                  | 258 643 | 100   |  |  |  |  |  |
|                                                                                |                           |                                         |         |       |  |  |  |  |  |
| Voti non validi                                                                | Voti non validi           | Voti non validi                         | 15 941  | 5,81  |  |  |  |  |  |
| Votanti                                                                        | Votanti                   | Votanti                                 | 274 584 | 93,91 |  |  |  |  |  |
| Elettori                                                                       | Elettori                  | Elettori                                | 292 382 |       |  |  |  |  |  |
|                                                                                |                           |                                         |         |       |  |  |  |  |  |
| Nota: quorum del 65% non raggiunto; ripartizione dei seggi a livello regionale |                           |                                         |         |       |  |  |  |  |  |
| Data: 26 giugno 1983                                                           |                           |                                         |         |       |  |  |  |  |  |
| Fonte: Ministero dell'interno                                                  |                           |                                         |         |       |  |  |  |  |  |

### X legislatura
|                                                                                | Luigi Granelli ✔️ Eletto  | Democrazia Cristiana                    | 98 182  | 34,56 |  |  |  |  |  |
|                                                                                | Giovanna Senesi ✔️ Eletta | Partito Comunista Italiano              | 76 207  | 26,82 |  |  |  |  |  |
|                                                                                | Guido Gerosa ✔️ Eletto    | Partito Socialista Italiano             | 50 646  | 17,83 |  |  |  |  |  |
|                                                                                | Antonio Alberto Vegeto    | Partito Repubblicano Italiano           | 10 143  | 3,57  |  |  |  |  |  |
|                                                                                | Giorgio Pisanò            | Movimento Sociale Italiano              | 8 984   | 3,16  |  |  |  |  |  |
|                                                                                | Alberto Bertuzzi          | Lista Verde                             | 7 493   | 2,64  |  |  |  |  |  |
|                                                                                | Luigi Cipriani            | Partito Radicale                        | 7 160   | 2,52  |  |  |  |  |  |
|                                                                                | G. G. Brambilla           | Democrazia Proletaria                   | 7 057   | 2,48  |  |  |  |  |  |
|                                                                                | U. Sarau                  | Lega Lombarda                           | 6 558   | 2,31  |  |  |  |  |  |
|                                                                                | Angelo Cucchi             | Partito Socialista Democratico Italiano | 5 001   | 1,76  |  |  |  |  |  |
|                                                                                | Egidio Sterpa             | Partito Liberale Italiano               | 4 437   | 1,56  |  |  |  |  |  |
|                                                                                | I. Gardellin              | Liga Veneta                             | 1 885   | 0,66  |  |  |  |  |  |
|                                                                                | O. Lilli                  | Alleanza Popolare Pensionati            | 350     | 0,12  |  |  |  |  |  |
| Totale                                                                         | Totale                    | Totale                                  | 284 103 | 100   |  |  |  |  |  |
|                                                                                |                           |                                         |         |       |  |  |  |  |  |
| Voti non validi                                                                | Voti non validi           | Voti non validi                         | 12 415  | 4,19  |  |  |  |  |  |
| Votanti                                                                        | Votanti                   | Votanti                                 | 296 518 | 94,23 |  |  |  |  |  |
| Elettori                                                                       | Elettori                  | Elettori                                | 314 662 |       |  |  |  |  |  |
|                                                                                |                           |                                         |         |       |  |  |  |  |  |
| Nota: quorum del 65% non raggiunto; ripartizione dei seggi a livello regionale |                           |                                         |         |       |  |  |  |  |  |
| Data: 14 giugno 1987                                                           |                           |                                         |         |       |  |  |  |  |  |
| Fonte: Ministero dell'interno                                                  |                           |                                         |         |       |  |  |  |  |  |

### XI legislatura
|                                                                                | Luigi Granelli ✔️ Eletto      | Democrazia Cristiana                    | 79 883  | 25,67 |  |  |  |  |  |
|                                                                                | Maria Pia Ceresa              | Lega Lombarda                           | 55 538  | 17,85 |  |  |  |  |  |
|                                                                                | Arturo Bellucci               | Partito Democratico della Sinistra      | 45 271  | 14,55 |  |  |  |  |  |
|                                                                                | Guido Gerosa                  | Partito Socialista Italiano             | 42 354  | 13,61 |  |  |  |  |  |
|                                                                                | Marina Rossanda               | Partito della Rifondazione Comunista    | 19 868  | 6,38  |  |  |  |  |  |
|                                                                                | Marialaura Federica Donisetti | Federazione dei Verdi                   | 12 146  | 3,90  |  |  |  |  |  |
|                                                                                | Antonio Alberto Vegeto        | Partito Repubblicano Italiano           | 11 353  | 3,65  |  |  |  |  |  |
|                                                                                | Maurizio Luigi Gussoni        | Movimento Sociale Italiano              | 8 952   | 2,88  |  |  |  |  |  |
|                                                                                | Giorgio Steccanella           | Lega Alpina Lumbarda                    | 6 431   | 2,07  |  |  |  |  |  |
|                                                                                | Rodolfo Massey                | Partito Liberale Italiano               | 5 958   | 1,91  |  |  |  |  |  |
|                                                                                | Adele Faccio                  | Lista Marco Pannella                    | 5 182   | 1,67  |  |  |  |  |  |
|                                                                                | Gennaro Caliendo              | Partito Pensionati                      | 4 231   | 1,36  |  |  |  |  |  |
|                                                                                | Vincenzo De Sena              | Partito Socialista Democratico Italiano | 3 112   | 1,00  |  |  |  |  |  |
|                                                                                | Enrico Galbussera             | La Lega Casalinghe-Pensionati           | 2 993   | 0,96  |  |  |  |  |  |
|                                                                                | Giancarlo Giraldi             | Sì Referendum                           | 2 464   | 0,79  |  |  |  |  |  |
|                                                                                | Raffaello Giudici             | Lega Lombardia Europea                  | 2 322   | 0,75  |  |  |  |  |  |
|                                                                                | Luigia Mainini                | Alleanza Lombarda Autonomia             | 1 750   | 0,56  |  |  |  |  |  |
|                                                                                | Alessandro Andreatta          | Caccia Pesca Ambiente                   | 660     | 0,21  |  |  |  |  |  |
|                                                                                | Francesco Racalbuto           | Federalismo - Pensionati Uomini Vivi    | 457     | 0,15  |  |  |  |  |  |
|                                                                                | Giorgio Sogliaghi             | Movimento Fascismo e Libertà            | 250     | 0,08  |  |  |  |  |  |
| Totale                                                                         | Totale                        | Totale                                  | 311 175 | 100   |  |  |  |  |  |
|                                                                                |                               |                                         |         |       |  |  |  |  |  |
| Voti non validi                                                                | Voti non validi               | Voti non validi                         | 14 125  | 4,34  |  |  |  |  |  |
| Votanti                                                                        | Votanti                       | Votanti                                 | 325 300 | 93,29 |  |  |  |  |  |
| Elettori                                                                       | Elettori                      | Elettori                                | 348 681 |       |  |  |  |  |  |
|                                                                                |                               |                                         |         |       |  |  |  |  |  |
| Nota: quorum del 65% non raggiunto; ripartizione dei seggi a livello regionale |                               |                                         |         |       |  |  |  |  |  |
| Data: 5 aprile 1992                                                            |                               |                                         |         |       |  |  |  |  |  |
| Fonte: Ministero dell'interno                                                  |                               |                                         |         |       |  |  |  |  |  |